# Myrmoborus melanurus
Myrmoborus melanurus là một loài chim trong họ Thamnophilidae.